# Station Le Bugue
Station Le Bugue is een spoorweghalte in de Franse gemeente Le Bugue.